# Резникова, Ирина Васильевна
Ири́на Васи́льевна Ре́зникова (род. 5 марта 1953 года, Минск) — советская, российская и финская киноактриса.

## Биография
Родилась в Минске. Окончила Школу-студию МХАТ.
Ирина с мужем и дочкой оказались в Финляндии — её муж, спортсмен-волейболист, заключил контракт с финской командой. Живёт в Варкаусе. Создала русскую театральную студию, где поставила несколько спектаклей.
В 2009 году награждена Почётной грамотой Правительственной комиссии по делам соотечественников за рубежом.

## Фильмография
1. 1975 — Страх высоты — Светлана Мешкова
2. 1978 — Молодожёны (фильм-спектакль) — Маша
3. 1979 — Отпуск в сентябре — Вера, бывшая любовница Зилова
4. 1979 — Я хочу петь — Нелли
5. 1980 — Гость — Тамара
6. 1980 — Мелодия на два голоса — Зина Левашова, продавщица в овощном магазине
7. 1980 — К кому залетел певчий кенар — Маруся
8. 1981 — Комендантский час — Настя, партизанка
9. 1982 — Влюблён по собственному желанию — Наташа
10. 1983 — Безумный день инженера Баркасова — Настя Тройкина
11. 1984 — Действуй по обстановке! — Люся Северцева
12. 1984 — …И прекрасный миг победы — Галя Пономаренко
13. 1985 — Три процента риска — Лида, сестра Корбута
14. 1985 — Перед самим собой — вторая жена Воробьева
15. 1986 — Звездочёт — Эмма Вирт
16. 1986 — Трава зелена — Анна Антипова, главная роль
17. 1987 — Два берега — Галина, главная роль
18. 1987 — Импровизация на тему биографии — мать
19. 1988 — Гражданин убегающий — Эльза
20. 1988 — Роковая ошибка — Шура, родная мать Нади
21. 1988 — Эсперанса (Мексика — СССР) — атаманша
22. 1989 — Утоли моя печали — Катерина, жена Эдуарда
23. 1994 — Голодающий Поволжья
24. 2004 — Новые приключения Ниро Вульфа и Арчи Гудвина — Калида Фрост, фильм «Тайна красной шкатулки» (4-я серия)
25. 2012-2015 — Любопытная Варвара-2, год 2014 — администратор в психушке

## Роли в театре
Работала на сцене театра имени Маяковского в Москве и БДТ в Ленинграде.